# Men Universe Model 2017
Men Universe Model 2017 foi a 10ª edição do tradicional concurso de beleza masculino intitulado Men Universe Model, com realização anual estimada em mais de trinta países membros. Este ano, como de costume, o certame foi realizado na cidade de Punta Cana, na paradisíaca República Dominicana, tendo sua final televisionada via Instagram Live ao vivo direto do IFA Villas Bavaro Resort & Spa. Ao todo, trinta e nove (39) candidatos ao título disputaram a faixa do panamenho Marlon Polo, campeão do ano passado.

## Resultados

### Colocações
| Posição                 | Candidato |
| Vencedor                | - Porto Rico - Kevin Montes |
| 2º. Lugar               | - Bolivia - Choco Velasco |
| 3º. Lugar               | - México - Zamir Sierra |
| 4º. Lugar               | - Espanha - Manuel Valero |
| 5º. Lugar               | - Cuba - Miguel Bernal |
| 6º. Lugar               | - Ilha de Margarita - Douglas Castro |
| (TOP 15) Semifinalistas | - Argentina - Ludovico Paulucci - Colômbia - Manuel Molano - Filipinas - Denver Hernandez - Haiti - Jaly Stuve Joseph - Paraguai - Ennzo Camacho - Peru - Alan Massa - República Checa - Miroslav Dubovický - República Dominicana - Ariel Calderón - Turquia - Mert Soydemir |

### Prêmios Especiais
Serão distribuídos os seguintes prêmios este ano:
| Prêmio                  | Candidato                       |
| Mister Simpatia         | - Bolívia - Choco Velasco       |
| Mister Fotogenia        | - Ilhas da França - Loïc Nirlo  |
| Mister Amizade          | - México - Zamir Sierra         |
| Mister Elegância        | - Turquia - Mert Soydemir       |
| Melhor Passarela        | - Argentina - Ludovico Paulucci |
| Premio Top Model Europe | - Espanha - Manuel Valero       |
| Melhor Traje Típico     | - Nicarágua - Julio Mendoza     |
| Mister Popularidade     | - Filipinas - Denver Hernandez  |

### Melhor Corpo
O candidato avaliado com o melhor físico do concurso:
| Prêmio | Candidato                               |
| 1      | - República Dominicana - Ariel Calderón |
| 2      | - República Checa - Miroslav Dubovický  |
| 3      | - Peru - Alan Massa                     |

## Candidatos
Todos os candidatos ao título deste ano:
| Representação        | Representante      | Origem               |
| Argélia              | Carlos Boix        | Elda                 |
| Argentina            | Ludovico Paulucci  | Bigand               |
| Bélgica              | Kevin Mukoie       | Bruxelas             |
| Bolívia              | Choco Velasco      | Santa Cruz           |
| Brasil               | Vitor Seorra       | São Paulo            |
| Chile                | Alexis Vásquez     | Curicó               |
| Colômbia             | Manuel Molano      | Bogotá               |
| Costa Rica           | Kevin Mora         | Heredia              |
| Cuba                 | Miguel Bernal      | Havana               |
| Curaçao              | Timmy Huiskens     | Haarlem              |
| Equador              | Jorge Mejía        | Tulcán               |
| Espanha              | Manuel Valero      | Alicante             |
| Estados Unidos       | Anthony Perez      | Miami                |
| Filipinas            | Denver Hernandez   | Samsun               |
| França               | Ayoub Taoumi       | Île-de-France        |
| Gibraltar            | Sean Vicent        | Gibraltar            |
| Guadalupe            | Steph Dolius       | Longjumeau           |
| Haiti                | Jaly Stuve Joseph  | Porto Príncipe       |
| Holanda              | Kay Van Dijk       | Sittard              |
| Ilha de Margarita    | Douglas Castro     | Ciudad Ojeda         |
| Ilha do Coco         | Felipe Cerdas      | Alajuela             |
| Ilha Saona           | Felix Abreu        | Santo Domingo        |
| Ilhas da França      | Loïc Nirlo         | Athis-Mons           |
| Iraque               | Wahhab Hassoo      | Sinjar               |
| Malta                | Melvin Micallef    | Valetta              |
| México               | Zamir Sierra       | Nuevo León           |
| Nicarágua            | Julio Mendoza      | San Rafael del Norte |
| Panamá               | Idelfonso Castillo | Chitré               |
| Paraguai             | Ennzo Camacho      | Assunção             |
| Peru                 | Alan Massa         | Lima                 |
| Porto Rico           | Kevin Montes       | San Juan             |
| Portugal             | Adriano López      | Lugo                 |
| República Checa      | Miroslav Dubovický | Litoměřice           |
| República Dominicana | Ariel Calderón     | Constanza            |
| Riviera Maya         | Jorge Aguilar      | Chiapas              |
| Suriname             | Marvin Halden      | Paramaribo           |
| Turquia              | Mert Soydemir      | Konak                |
| Uruguai              | Franco Reyes       | Montevidéu           |
| Venezuela            | Jesus Zambrano     | Abejales             |

## Histórico

### Estatísticas
Candidatos por continente:
- Américas: 27. (Cerca de 70% do total de candidatos)
- Europa: 8. (Cerca de 19% do total de candidatos)
- Ásia: 3. (Cerca de 8% do total de candidatos)
- África: 1. (Cerca de 3% do total de candidatos)
- Oceania: 0. (Cerca de 0% do total de candidatos)

### Sobre os candidatos
- Carlos Boix (Argélia) e Adriano López (Portugal) nasceram e moram na Espanha.
- Ayoub Taoumi (França) tem descendência árabe e trabalha como personal trainer em Île-de-France.
- Existem três (3) franceses competindo pelo título este ano, os representantes da França, Guadalupe e Ilhas da França.
- Ainda, também tem 2 costa-riquenhos, venezuelanos, mexicanos, turcos, dominicanos e holandeses na disputa pelo título deste ano.
- Denver Hernandez (Filipinas) nasceu em Samsun (Turquia), se criou em Milão (Itália) e representa as Filipinas.
- É o segundo maior número de candidatos competindo pelo título, o recorde foi em 2011 com 42 candidatos.

### Desistências
- Honduras - Melvin Sanz
- Maurício - Sunny Mehrotra
- Sri Lanca - Sheymon Rauff

## Crossovers
Candidatos em outros concursos:
Mister Mundo
- 2016:  Peru - Alan Massa
  - (Representando o Peru em Southport, na Inglaterra)

Mister International
- 2016:  Estados Unidos - Anthony Perez
  - (Representando os Estados Unidos em Bancoque, na Tailândia)

Mister Model International
- 2015:  Peru - Alan Massa (Top 13)
  - (Representando o Peru em Miami, nos Estados Unidos)